# Trypeta artemisiae
Espèce
Synonymes
- Musca artemisiae Fabricius, 1794
- Tephritis interrupta Fallen, 1814
- Forellia onopordi Robineau-Desvoidy, 1830
- Trypeta flavida Zia, 1938
- Spilographa onoperdi Becker, 1905

La Mouche de l'Armoise, Trypeta artemisiae, est un diptère de la famille Tephritidae et du genre Trypeta. 
Le corps de l'adulte, globalement roux jaunâtre, mesure de 4,5 à 6 mm de long ; sa tête étant jaune et son abdomen orné de tergites plutôt brun-roux. Ses ailes jaunâtres ont des tâches et des bandes rousses et brunes. La larve est une mineuse des feuilles de l'Armoise commune, de l'Estragon, de l'Absinthe, de la Marguerite commune, de la Grande Camomille, de la Camomille de Chine, du Seneçon commun, de la Tanaisie, et enfin de l'Eupatoroire chanvrine. La particularité de sa mine est d'avoir le centre brunit.
La Mouche de l'Armoise peut-être infestée par une guêpe parasitoïde, Pnigalio soemius.
Cette espèce est holarctique. Elle est présente en Europe de l'Ouest, Europe centrale mais absente d'Europe de l'Est.
- Oviposition d'une Mouche de l'Armoise sur Tanaisie (Hesse, Allemagne)

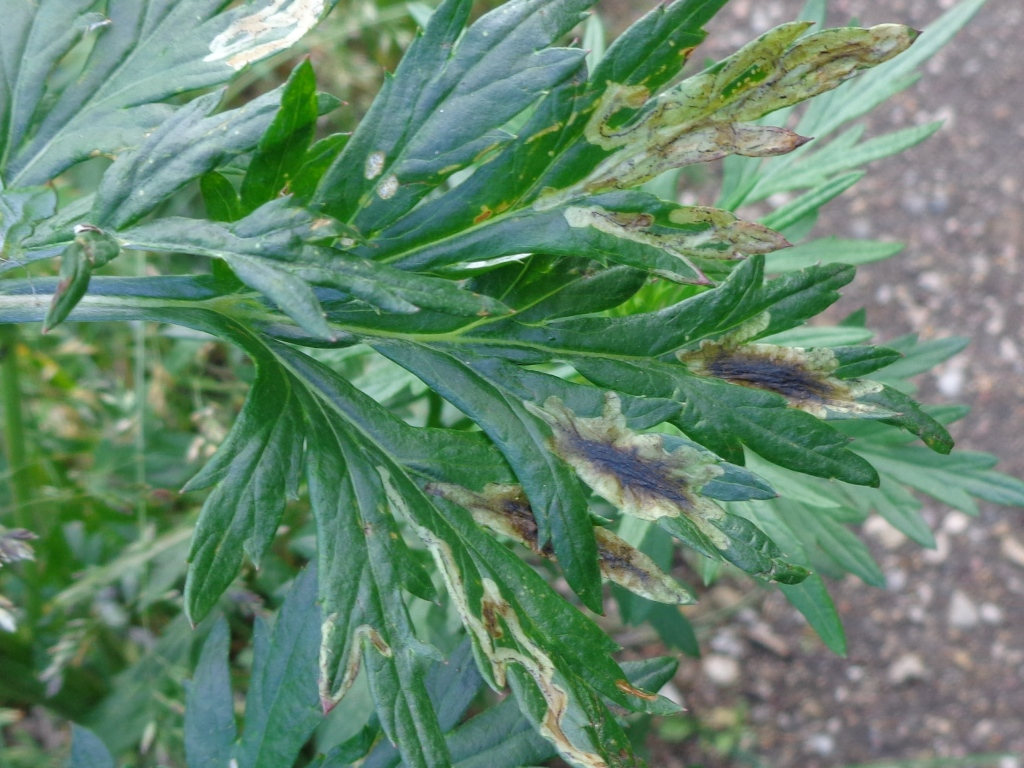
Mine au centre brun sur Armoise commune, les mines latérales non assombries étant dues à Liriomyza demeijerei (Riga, Lettonie)
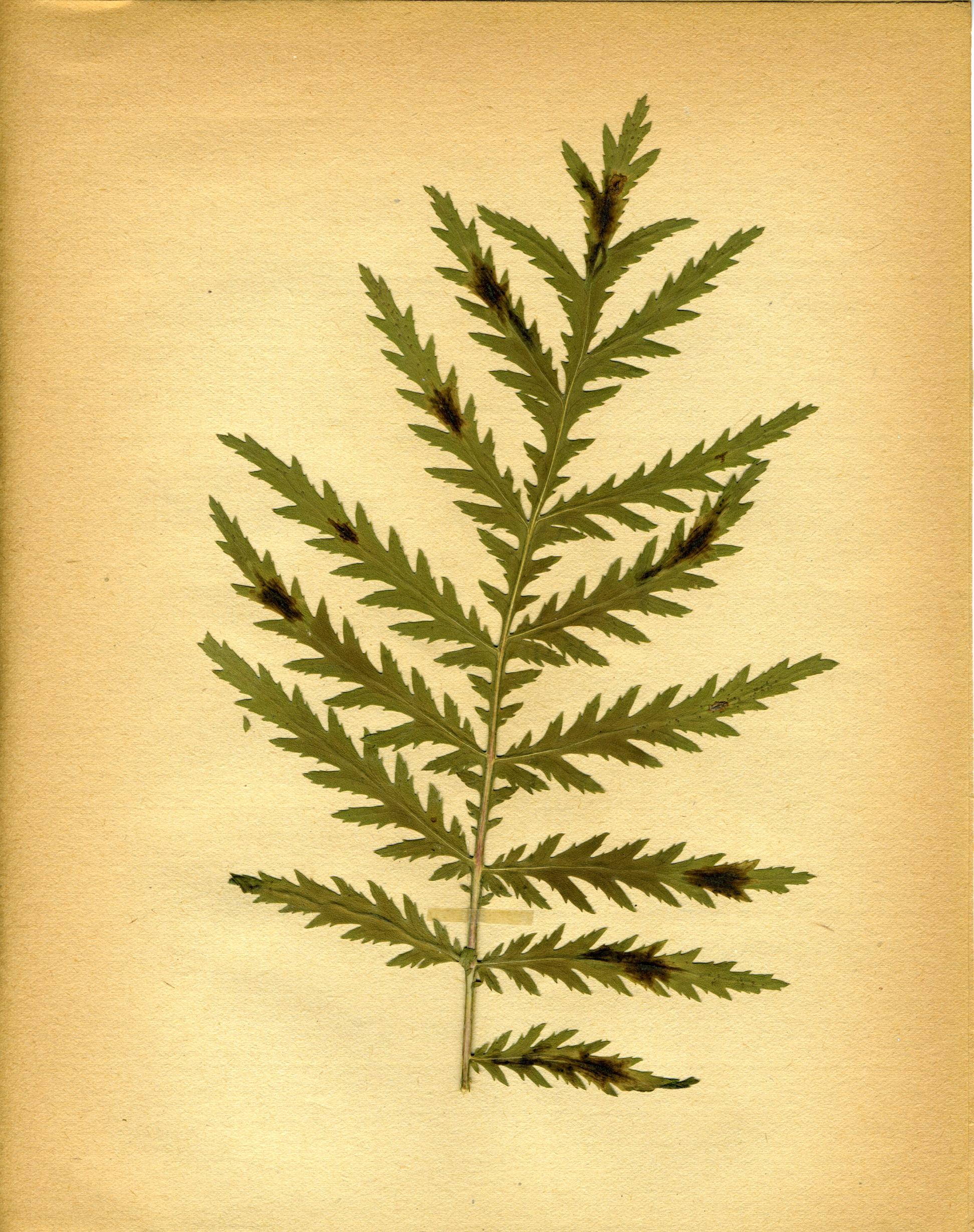
Mine sur Marguerite commune
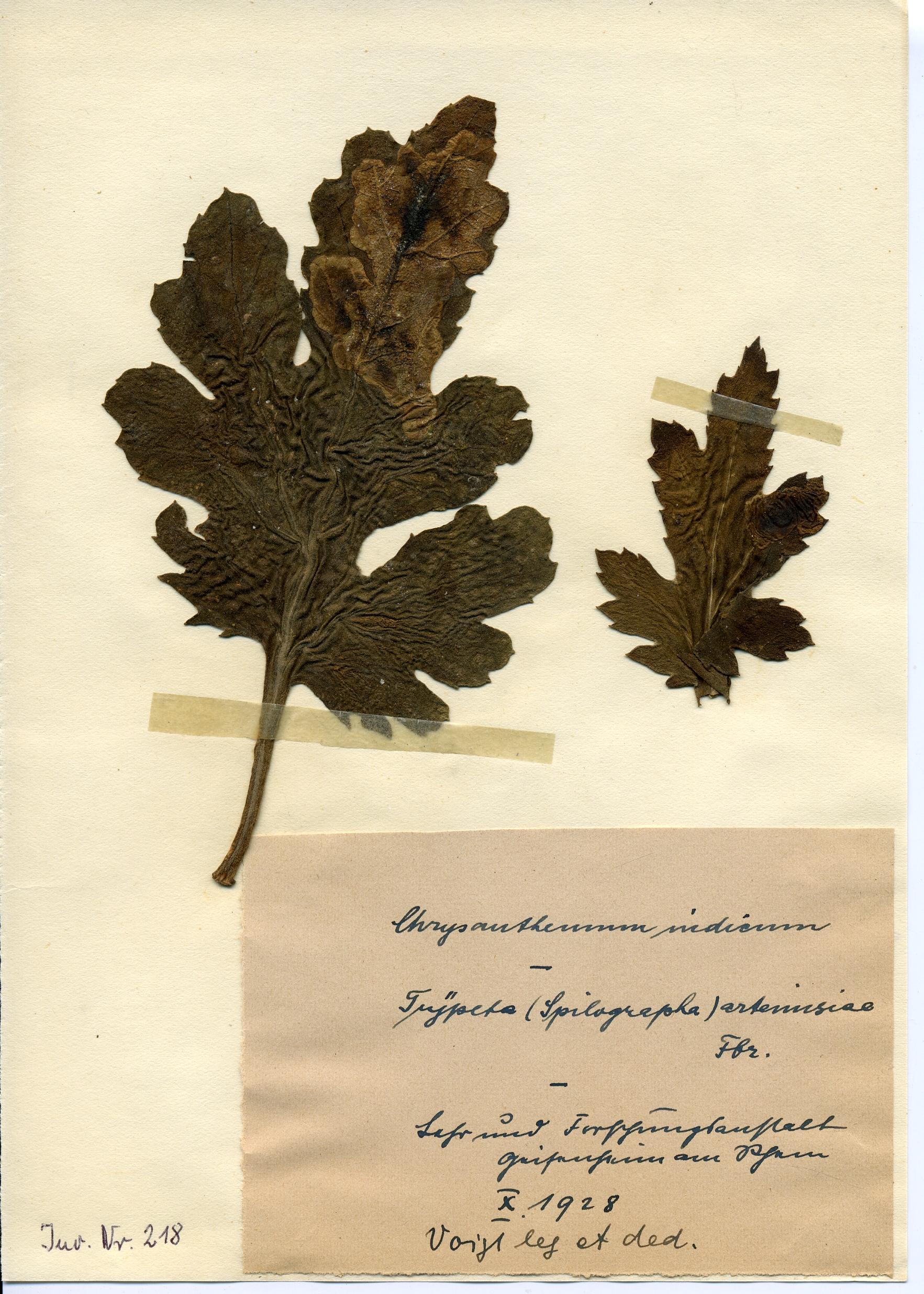
Mine sur Camomille de Chine